# Приречное (Кабардино-Балкария)
Прире́чное (кабард.-черк. Приречнэ) — село в Зольском районе Кабардино-Балкарской Республики.
Образует муниципальное образование «сельское поселение Приречное», как единственный населённый пункт в его составе.

## География
Селение расположено в северо-восточной части Зольского района, на левом берегу реки Малка. Находится в 16 км к юго-востоку от районного центра Залукокоаже, в 55 км к северо-западу от Нальчика, и в 33 км от Пятигорска. Вдоль северо-восточной окраины села проходит административная граница между Кабардино-Балкарией и Ставропольским краем.
Площадь территории сельского поселения составляет — 28,75 км2.
Граничит с землями населённых пунктов: Малка на востоке, Камлюково на юго-западе, Батех и Псынадаха на северо-западе и посёлком Прогресс на северо-востоке.
Населённый пункт расположен в предгорной зоне республики. Средние высоты составляют 605 метров над уровнем моря. Территория сельского поселения находится в области низкогорного и холмистого рельефа.
Гидрографическая сеть представлена в основном рекой Малка, а также речками Псынша и Когур находящимися в бассейне реки Золка. Как и по всему району в пределах села имеются выходы родниковых источников.
Климат влажный умеренный, характеризующаяся тёплым летом со средними температурами около +20,7°С и прохладной зимой со средними температурами около −3,3°С. Среднегодовая температура составляет +9,0°С. Сумма температур за вегетационный период составляет 2800-3200°. Среднегодовое количество осадков составляет около 1000 мм.

## История
Кабардинский конный племенной рассадник, при котором было основано село Приречное, был заложен в 1870 году, по инициативе видного общественного деятеля Кабарды — Д.С. Кодзокова, для разведения лошадей кабардинской породы и поддержания коневодства Кабарды, оказавшимися после многочисленных реформ втянутыми в капиталистический рынок Российской империи.
В 1871 году рассадник уже был основным центром разведения лошадей кабардинской породы.
В 1892 году рассадник объединён с Майкопской конюшней и переименовано в Тверскую заводскую конюшню, и начал выполнять заказы Главного управления государственного коневодства, по разведению лошадей кабардинской породы для пополнения кавалерийских частей.
В 1922 году конезавод был переименован в Малкинский конный завод.
В 1930 году площадь конезавода был увеличен, и стал поставлять большую часть своих лошадей в Красную Армию.
Во время Великой Отечественной войны, летом 1942 года с приближением немецких войск к КБАССР, конезавод вместе с лошадьми была эвакуирована в Грузию. С сентября 1942 года по январь 1943 года, поселение было оккупировано немецкими войсками.
В 1963 году населённому пункту центральной усадьбы Малкинского конного завода № 34 был присвоен статус села, названное Приречное. Тогда же поселение было передано из Малкинского сельсовета в Камлюковский сельсовет. В 1969 году преобразован в самостоятельный сельсовет.
В 1969 году селу присвоен статус отдельной административной единицы и преобразован в Приреченский сельский совет.
В 1970 году с началом ипподромных испытаний англо-кабардинских лошадей и ростом их экспорта в зарубежные страны, значения конезавода вновь была возвышена. Но с распадом СССР, коневодство начало падать быстрыми темпами.
В 2005 году Законом Кабардино-Балкарской Республики от 27.02.2005 №13-РЗ «О статусе и границах муниципальных образований в Кабардино-Балкарской Республике», Приреченская сельская администрация была преобразована в муниципальное образование, со статусом сельского поселения. 
В 2006 году из состава Приреченского сельского поселения был исключён упразднённый посёлок Колос, включённый в состав соседнего села Прогресс.

## Население
| 2002  | 2010  | 2012  | 2013  | 2014  | 2015  | 2016  |
| ----- | ----- | ----- | ----- | ----- | ----- | ----- |
| 1014  | ↗1189 | ↘1177 | ↘1160 | ↘1152 | ↘1144 | ↘1136 |
| 2017  | 2018  | 2019  | 2020  | 2021  | 2023  | 2024  |
| ↗1141 | →1141 | →1141 | ↘1128 | ↗1130 | ↘1127 | ↗1136 |
| 2025  |       |       |       |       |       |       |
| ↗1147 |       |       |       |       |       |       |

Плотность — 39.9 чел./км2.
Национальный состав
По данным Всероссийской переписи населения 2021 года:
| Народ                | Численность, чел. | Доля от всего населения, % |
| -------------------- | ----------------- | -------------------------- |
| кабардинцы (черкесы) | 1090              | 96,46 %                    |
| * кабардинцы         | 735               | 65,04 %                    |
| * черкесы            | 355               | 31,42 %                    |
| русские              | 23                | 2,04 %                     |
| другие               | 17                | 1,50 %                     |
| всего                | 1130              | 100 %                      |

## Местное самоуправление
Администрация сельского поселения Приречное — село Приречное, ул. Будённого, 7.
Структуру органов местного самоуправления сельского поселения составляют:
- Глава сельского поселения Приречное — Шогова Людмила Лолевна (с 29 июня 2022 года).
- Местная администрация (исполнительно-распорядительный орган) — администрация сельского поселения Приречное.

Аппарат местной администрации сельского поселения состоит из 7 человек.
- Представительный орган — Совет местного самоуправления сельского поселения Приречное. Состоит из 18 депутатов[23].

## Образование
- Средняя общеобразовательная школа № 1 — ул. Будённого, 7
- Дошкольное учреждение Детский сад № 1

## Здравоохранение
- Участковая больница

## Культура
- Дом культуры

Общественно-политические организации:
- Адыгэ Хасэ
- Совет ветеранов труда и войны
- Совет старейшин (глава Думанов Абугали Абубекирович)

## Ислам
В селе действует одна мечеть.

## Экономика
На территории муниципального образования зарегистрированы три предприятия и пять учреждений районного значения. Большее внимание в экономике села уделяется развитию малого бизнеса и личного подсобного хозяйства.
Делаются попытки по возрождению конезавода.

## Улицы
На территории села зарегистрировано 6 улиц:

| Будённого    |
| Кабардинская |

| Канкулова |
| Кашева    |

| Нартская     |
| Партизанская |

## Известные жители
- Канкулов Маша Герандукович (1889—1944) — председатель президиума Верховного Совета КБАССР в 1938 г.